# Stadion Utama
Stadion Utama – wielofunkcyjny stadion w mieście Kangar, w Malezji. Został otwarty w 1995 roku. Może pomieścić 20 000 widzów, z czego 5000 miejsc jest siedzących. Swoje spotkania rozgrywa na nim drużyna Perlis FA. Obiekt był jedną z aren piłkarskich młodzieżowych Mistrzostw Świata 1997.